# 滨湖街道 (南京市)
滨湖街道是中华人民共和国江苏省建邺区的一个已撤销的街道，位于河西地区，总面积2.4平方公里，下辖8个社区，人口7.78万人。2012年时，与南湖街道并入莫愁湖街道。
滨湖街道东至外秦淮河与秦淮区隔河相望，南接南湖街道、南苑街道，西至江东路与兴隆街道相连，北至汉中门大街与鼓楼区接壤。街道辖区内莫愁湖、南京云锦研究所、侵华日军南京大屠杀遇难同胞纪念馆。

## 下辖社区
凤栖苑社区、玉兰里社区、北圩路社区、江东门社区、兆园社区、明园社区、福园社区、莫愁湖社区